# St. Trinitatis (Bad Tennstedt)

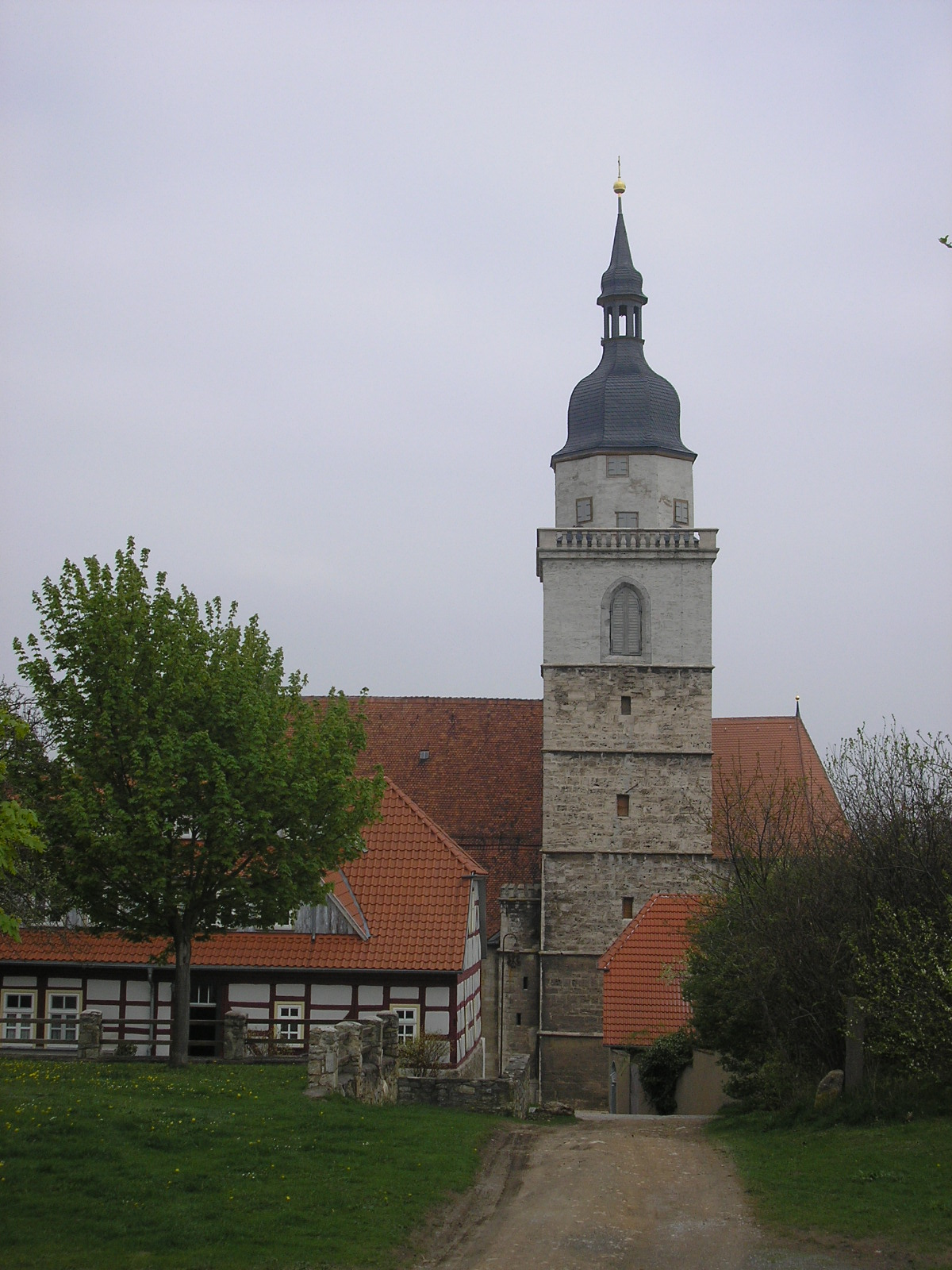
Stadtkirche Bad Tennstedt, Südansicht

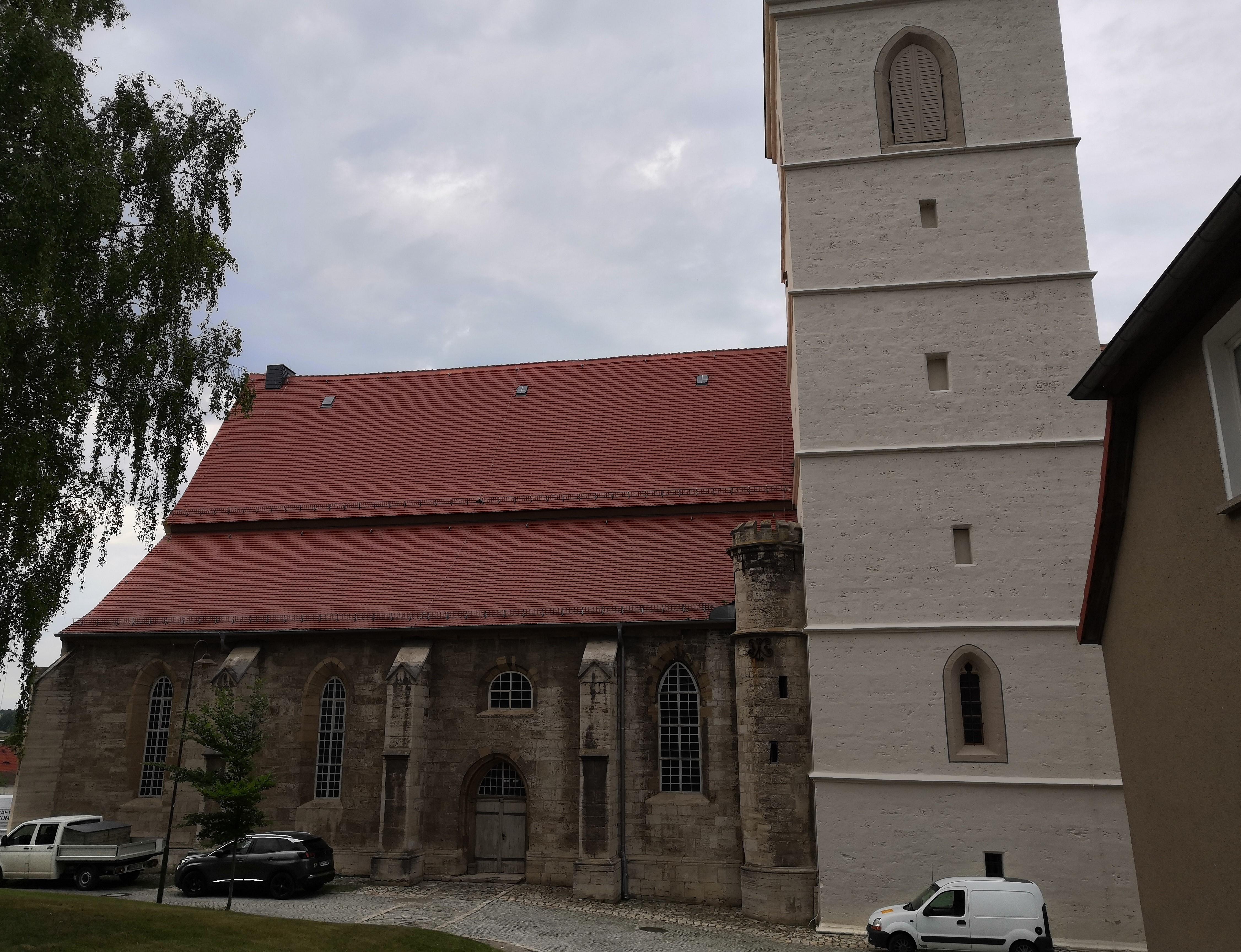
Südansicht

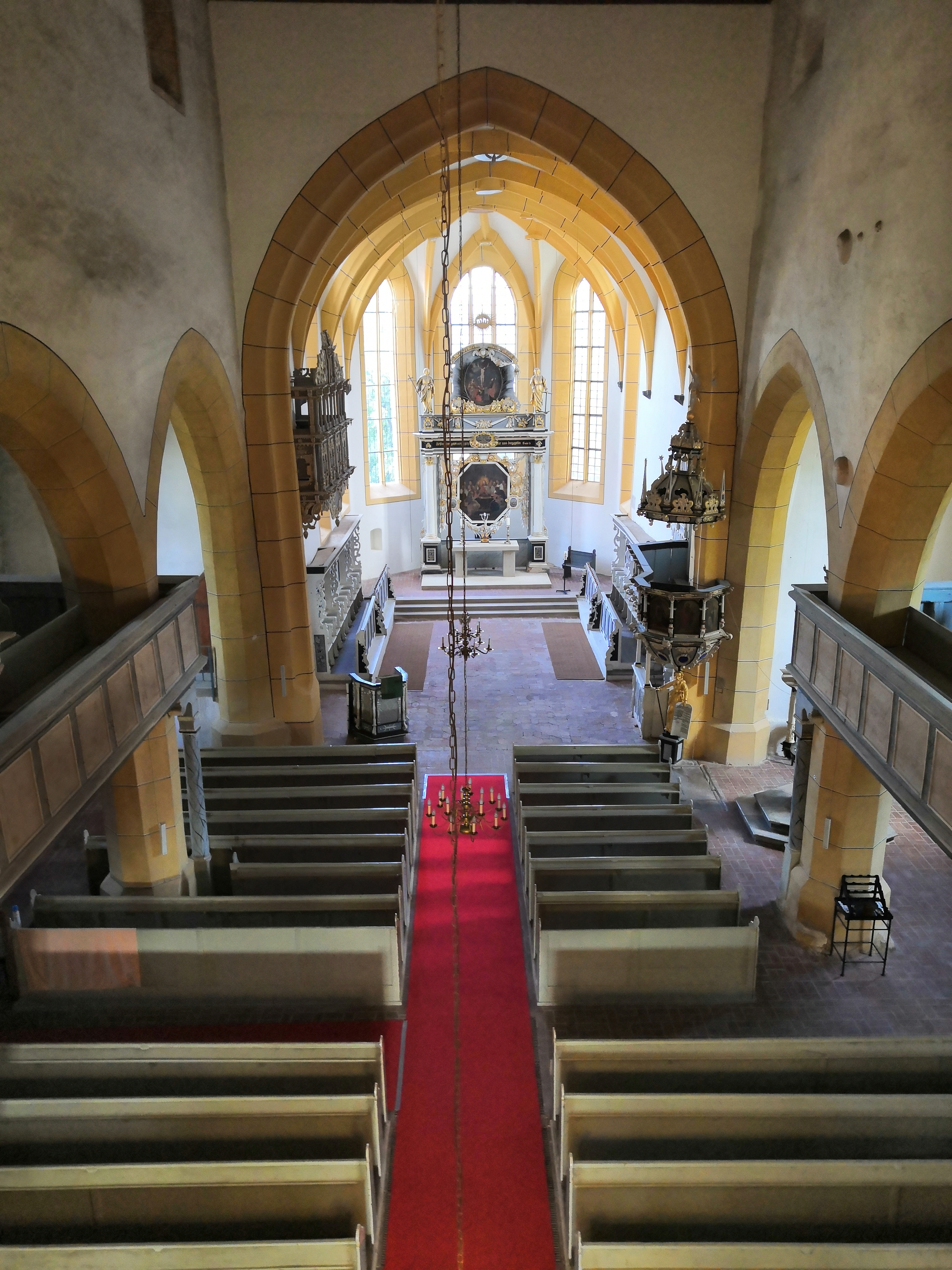
Innenansicht

Die evangelische Pfarrkirche St. Trinitatis (auch als Stadtkirche bezeichnet) ist eine ursprünglich gotische, mehrfach veränderte Basilika in Bad Tennstedt im Unstrut-Hainich-Kreis in Thüringen. Sie gehört zur Kirchengemeinde Bad Tennstedt im Kirchenkreis Mühlhausen der Evangelischen Kirche in Mitteldeutschland.

## Geschichte
Die dreischiffige Basilika liegt am Hang des Schulbergs nahe der Stadtmauer. Der Chor ist auf das Jahr 1418 datiert; im Nordturm sind Reste des romanischen Vorgängerbauwerks erhalten. Nach einem Brand im Jahr 1636 wurde die Kirche in den Jahren 1652–1659 wieder aufgebaut. Im Jahr 1875 wurde eine Restaurierung durchgeführt, in den Jahren 1954–1969 erfolgte eine Gesamtrestaurierung.

## Architektur

### Äußeres
Die Chorseite ist zum Markt orientiert und zeigt durch die asymmetrischen Chorflankentürme eine abwechslungsreiche Silhouette. Der stämmige Südturm mit Balusterbrüstung enthält im Untergeschoss die Sakristei und darüber die kreuzrippengewölbte frühere Bibliothek. Die Obergeschosse und das Oktogon mit Türmerstube und welscher Haube sind über einen runden Treppenturm zugänglich. Am Nordturm, der durch eine welsche Haube abgeschlossen wird, sind im Ansatz romanische Klangarkaden erkennbar. Er enthält im Untergeschoss ein Kreuzgewölbe auf Eckpfeilern und Rundbögen. Der Außenbau ist durch Strebepfeiler und spitzbogige Fenster gegliedert. Am Chor ist eine Konsolbüste angebracht; das Chorscheitelfenster ist mit einem profilierten Kielbogen auf Konsolen mit Kreuzblume gestaltet.
Die Nordseite ist als repräsentative Schauseite ausgebildet, eine steinerne Treppenlaube mit Balusterbrüstung und einer Verdachung mit Zwiebelhaube bildet den Blickfang. Im Westen sind ein Portal mit Stabwerk und darüber ein zugesetztes gotisches Fenster angeordnet. Die als Schleppdächer ausgebildeten Seitenschiffsdächer, deren ursprünglich niedrigerer Verlauf an der Westwand ablesbar ist, verbergen den basilikalen Charakter der Kirche.

### Inneres
Das dreischiffige Langhaus, das seit dem Brand 1636 flachgedeckt ist, wird durch Spitzbogenarkaden auf achteckigen Pfeilern in drei Schiffe unterteilt. Im Obergaden sind noch kleine, zugemauerte Spitzbogenfenster zu erkennen. Eine Einwölbung war ursprünglich vorhanden oder zumindest geplant. Eine dreiseitige Empore von 1657 und eine halbrunde Orgelempore wurden mit (stark überarbeiteten) Emporenmalereien versehen, die unten Reste eines Zyklus zum Alten Testament, oben Christus zwischen Engeln sowie Propheten, an den Stirnseiten die Verkündigung und Himmelfahrt zeigen.
Der durch einen gekehlten Triumphbogen abgesetzte Chor endet in einem Fünfachtelschluss und ist mit Kreuzrippen- und Sterngewölben sowie mit gemalten Wappensteinen versehen. Alle Gliederungselemente wurden gelb abgesetzt. Im Chor ist die Herrschaftsloge mit Ohrmuschel- und Knorpelwerkverzierungen angebracht. Das gegenüberliegende Fenster zur Bibliothek und der Zugang zur Kanzel sind epitaphartig gestaltet.

## Ausstattung
Der Säulenaltar aus der Zeit um 1680 zeigt in Gemälden mit geschnitzten Rahmen das Abendmahl und die Kreuzigung Christi. Auf dem verzierten Gebälk sind Figuren der Tugenden Glaube und Hoffnung angeordnet.
Der künstlerisch wertvolle, reich geschmückte Taufstein steht auf einem achteckigen Podest. Er zeigt von einem schwarzen Taufbecken farblich abgesetzte Putten in Nischen, reiches Knorpelwerk und Masken in Weiß mit sparsamer Vergoldung. Die Taufschale ist auf das Jahr 1636 datiert. Der pyramidale Baldachin zeigt in zwei Etagen allegorische und biblische Figuren und Engel, bekrönt von einem segnenden Christus und wurde 1682 gefasst. Das Werk ist vergleichbar mit demjenigen von Burchard Röhl in der Oberkirche von Arnstadt.
Die Moseskanzel wurde 1659 von Heinrich Seyfried geschaffen und ist an der Brüstung und am Zugang mit Darstellungen Christi und der zwölf Apostel bemalt. Am Schalldeckel sind Obelisken und reiches Knorpelwerk angebracht, bekrönt von einer Figur des auferstandenen Christus. Das Chorgestühl stammt aus dem 18. Jahrhundert. Bildnisgrabsteine von Pastoren und Inschriftgrabsteine aus dem 16./17. Jahrhundert sind mit Grotesken sowie Roll- und Muschelwerk verziert. Die Glocken stammen aus den Jahren 1461, 1518 und 1641. Ein Kruzifix aus der Zeit um 1400 ist ausgelagert. Ein weiteres Kruzifix aus der Zeit um 1480/1490 ist mit einer Dornenkrone aus Hanf und echtem Haar ausgestattet. Das Altarkruzifix wurde im 18. Jahrhundert geschaffen.
Außen am Chor ist eine später überarbeitete Ölberggruppe mit Sandsteinfiguren angebracht, die ursprünglich wohl aus der ersten Hälfte des 15. Jahrhunderts stammt und im Zuge der Sicherungs- und Restaurationsarbeiten am Chorraum und den Türmen, ebenfalls restauriert wurde.

## Orgel

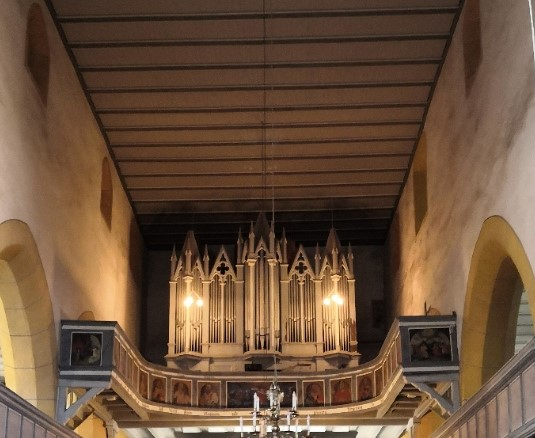
Empore mit Orgelprospekt

Die Orgel ist ein Werk von Friedrich Gerhardt aus dem Jahre 1881 mit 37 Registern auf drei Manualen und Pedal. Sie wurde zuletzt in den 1970er Jahren überarbeitet und bedarf einer Restaurierung.
| I Hauptwerk C–f‘‘‘ |            |        |
| 1.                 | Principal  | 16′    |
| 2.                 | Principal  | 8′     |
| 3.                 | Gemshorn   | 8′     |
| 4.                 | Hohlflöte  | 8′     |
| 5.                 | Oktave     | 4′     |
| 6.                 | Hohlflöte  | 4′     |
| 7.                 | Nasard     | 2 ⁄3′  |
| 8.                 | Oktave     | 2′     |
| 9.                 | Terz       | 1 3⁄5′ |
| 10.                | Mixtur V   |        |
| 11.                | Zimbel III |        |
| 12.                | Trompete   | 8′     |

| II Schwellwerk C–f‘‘‘ |                 |       |
| 13.                   | Bordun          | 16′   |
| 14.                   | Geigenprincipal | 8′    |
| 15.                   | Vox Celeste     | 8′    |
| 16.                   | Rohrflöte       | 8′    |
| 17.                   | Kleinprincipal  | 4′    |
| 18.                   | Flouto dolce    | 4′    |
| 19.                   | Schwiegel       | 2′    |
| 20.                   | Quinte          | 1 ⁄3′ |
| 21.                   | Scharf IV       |       |
|                       | Tremulant       |       |

| III Solowerk C–f‘‘‘ |                 |        |
| 22.                 | Musiziergedackt | 8′     |
| 23.                 | Nachthorn       | 4′     |
| 24.                 | Oktave          | 2′     |
| 25.                 | Nachthornterz   | 1 3⁄5′ |
| 26.                 | Quint           | 1 ⁄3′  |
| 27.                 | Oktävlein       | 1′     |
| 28.                 | Krummhorn       | 8′     |
|                     | Tremulant       |        |

| Pedal C–d‘ |                 |         |
| 29.        | Principal       | 16′     |
| 30.        | Subbaß          | 16′     |
| 31.        | Quintbaß        | 10 2⁄3′ |
| 32.        | Oktave          | 8′      |
| 33.        | Baßflöte        | 8′      |
| 34.        | Oktave          | 4′      |
| 35.        | Rauschpfeife IV |         |
| 36.        | Posaune         | 16′     |
| 37.        | Trompete        | 8′      |

- Koppeln: II/I, III/I, III/II, III/P

## Glocken
St. Trinitatis verfügt über drei Kirchenglocken aus Bronze, zwei im Südturm und die älteste und kleinste im bescheideneren Nordturm. Diese Abendglocke wird selten genutzt und wird noch von Hand geläutet.
| Glocke | Name           | Gießer                    | Gussjahr | Durchmesser | Gewicht | Schlagton |
| ------ | -------------- | ------------------------- | -------- | ----------- | ------- | --------- |
| 1      | Festglocke     | Jakob König, Erfurt       | 1641     | 1845 mm     | 4100 kg | B°+1      |
| 2      | Sonntagsglocke | Heinrich Ciegeler, Erfurt | 1518     | 1033 mm     | 0640 kg | g′-4      |
| 3      | Abendglocke    | unbekannt                 | 1461     | 0689 mm     | 0220 kg | es″+6     |

## Nachweise
1. ↑  Glockendatenbank createsoundscape.de

Koordinaten: 51° 9′ 13,3″ N, 10° 50′ 0,7″ O